# Amadeu Ferré
Amadeu Ferré i Mas (Barcelona, 1946) és un dissenyador català.

## Biografia
Estudia dibuix, joieria, ceràmica i escultura a l'Escola Massana de Barcelona. Els seus coneixements de la cultura i la mitologia clàssica així com del món operístic i teatral, unit a la seva capacitat de creació i de realització, fan que s'especialitzi professionalment en diferents disciplines aplicades al món de les arts escèniques.
A partir de l'any 1983 treballa com a creador, dissenyador i realitzador de les seves obres, com a realitzador dels 
dissenys d'altri i com a docent. Treballa per a diferents espectacles, tant de teatre com de cinema, per a directors, dissenyadors i institucions com ara: Gran Teatre del Liceu de Barcelona, Teatre Nacional de Catalunya, Centro Dramático Nacional de Madrid, Compañía Nacional de Teatro Clásico de Madrid, Teatro de la Zarzuela de Madrid, Palau de les Arts de València, Grand Théâtre de Genève, Acteón, Elsinor, Gest Music, Kanzaman productions, Frederic Roda, Ivonne Blake, Ramón B. Ivars, Lindsay Kemp i Ramón Simó.

### Docencia
Ha sigut formador en:
- Instituto del Teatro de Barcelona
- Escuela de Arte Dramático de Tarragona
- Escuela Rosa Sensat de Barcelona
- Escuela de Talleres de Teatro de Cervera
- Escuela de Maestros de Mallorca
- Escuela de Artes y Técnicas de la Moda de Barcelona
- Departamento de Teatro de la escuela IDEP de Barcelona

#### Premis
- Premi d'escenografia i vestuari (El Balcó J.Genet - La Martingala,concurs Àngel Guimerà 1990)
- Nominació millor Figurinista

## Exposició
El 2010 el MAE li va dedicar una exposició retrospectiva.